# Marcel Habert
Marcel Habert, né le 20 septembre 1862 à Montfort-L'Amaury et mort le 8 octobre 1937 à Paris 9e, est un homme politique nationaliste français.

## Biographie
Marcel Habert est le fils de François Henri Habert, chef de division à la Compagnie du PLM, et d'Anne-Marie Marguerite Callet, fille de l'architecte Félix-Emmanuel Callet.
Docteur en droit, il s'inscrit au barreau de Paris en 1884 et devient secrétaire de la conférence des avocats. Il entre ensuite dans la magistrature, comme juge d'instruction.
Initialement de sensibilité monarchiste, Habert est converti à l'idéal républicain nationaliste en 1888 par son ami Paul Déroulède, président de la Ligue des patriotes (LDP). Le jeune magistrat devient dès lors le fidèle bras-droit de Déroulède au sein de la LDP, dont il deviendra délégué général. Élu conseiller général boulangiste de Seine-et-Oise, il était partisan d'une république plébiscitaire. Il codirigera le journal Le Drapeau.
Il se présenta aux législatives de 1893, dans la circonscription de Rambouillet, sous l'étiquette de « Révisionniste rallié ». Devancé au premier tour par le républicain modéré Henri Janin, il l'emporta au second tour, le député républicain sortant (le radical Georges Vian) ne s'étant pas désisté. À la Chambre, il se signala par ses nombreuses interpellations et ses attaques contre les gouvernements opportunistes, notamment pendant le scandale de Panama.
Réélu dès le premier tour aux élections législatives de 1898, il conserve son siège de député jusqu'en 1901. Lors de l'Affaire Dreyfus, il prend nettement position contre la révision du procès du capitaine, et fait partie des antidreyfusards antisémites.

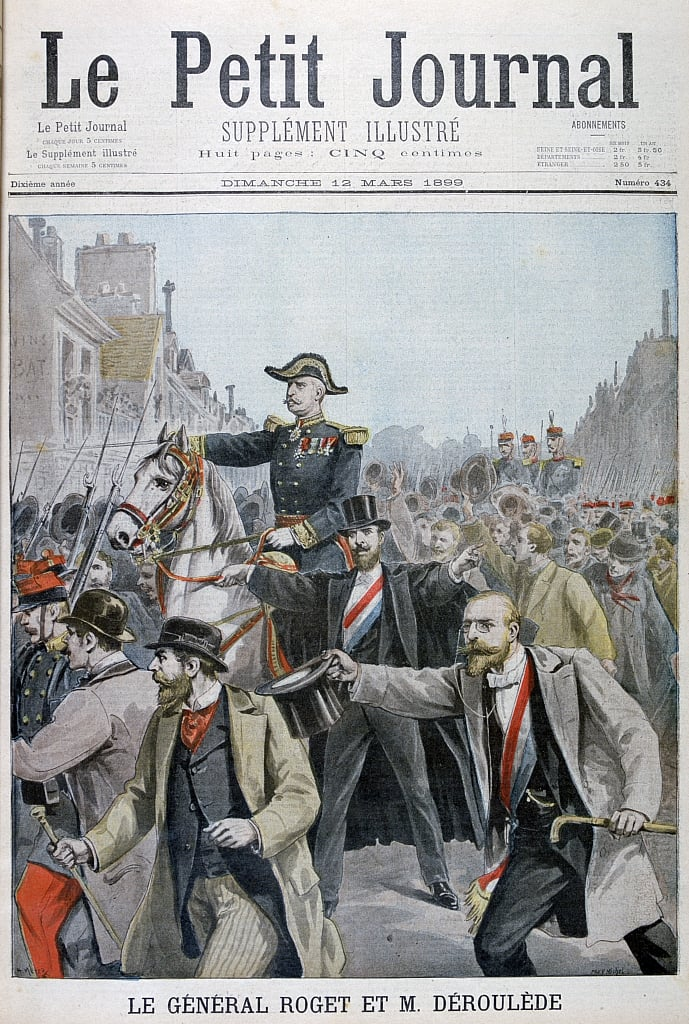
Déroulède et Habert tentent de détourner le général Roget et ses troupes vers le palais de l'Élysée (supplément illustré du Petit Journal du 12 mars 1899).

Quand le président Félix Faure mourut, le 16 février 1899, la LDP décida de rendre hommage, par le dépôt d'une couronne mortuaire, à l'un de ses cofondateurs et à un républicain intègre qui n'avait pas pris le parti de Dreyfus. Ayant appris que la ligue serait exclue de ces funérailles officielles, Habert se rendit le 22 février au ministère de l'Intérieur, où il chercha vainement à convaincre le chef de cabinet du ministre d'autoriser cet hommage. Ainsi, le lendemain 23 février, jour des funérailles, la LDP organise une manifestation qui tourne à la tentative de coup d’État. Habert était aux côtés de Déroulède quand celui-ci saisit la bride du général Roget, qui ramenait ses troupes à la caserne de Reuilly — via la place de la Nation après la cérémonie au Père-Lachaise. Les deux chefs ligueurs (qui, selon Joseph Reinach, attendaient plutôt le général de Pellieux, qui s'était ravisé au dernier moment) tentèrent en vain de convaincre le général de marcher sur l’Élysée pour en chasser le dreyfusard Émile Loubet et y installer une république plébiscitaire. Arrêtés à l'issue de cette tentative maladroite et mal préparée, Déroulède et son disciple seront acquittés en cour d'assises, le 31 mai suivant.
Quelques semaines plus tard, le nouveau gouvernement Waldeck-Rousseau, anticipant un regain d'agitation nationaliste à l'occasion du procès de Rennes, procéda à une série d'arrestations qui conduisirent notamment aux événements du « Fort Chabrol ». Visé par une inculpation pour complot contre la sureté de l’État, il se réfugie à Bruxelles. Il se rendit cependant à la convocation de la Haute Cour en décembre 1899 et est condamné, le 23 février 1900, à cinq années de bannissement. Exilé en Belgique avant de rejoindre Déroulède à Saint-Sébastien, il est déchu de son mandat de député le 4 mars 1901 et doit attendre décembre 1904 pour revenir en France.

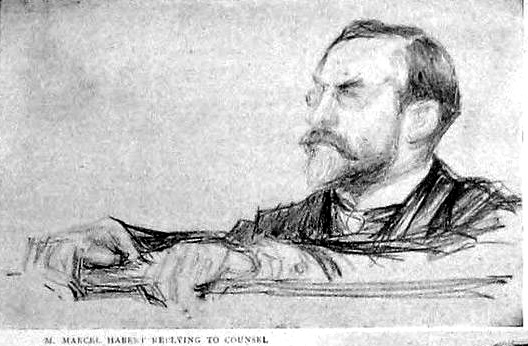
Marcel Habert durant son procès, d'après un croquis d'audience de Paul Renouard (The Graphic, 10 juin 1899).

Après un échec (contre Edmond Vian, fils de son concurrent de 1893) aux législatives de 1910 à Rambouillet, il est élu au Conseil municipal de Paris, où il représente le quartier de Rochechouart de 1911 à 1919. Malgré plusieurs tentatives ultérieures (1927, 1929 et 1931), il ne sera plus reconduit à ce mandat.
Officier de réserve, il rejoint l'armée en 1914, prend part aux combats au sein du 171e régiment d'infanterie et obtient le grade de capitaine. Décoré de la Croix de guerre, il est nommé chevalier de la Légion d'honneur en mars 1916 sur proposition du général Joffre.
Après la guerre, membre de l'UNC, fondateur de l'Union Nationale Républicaine, candidat aux élections de 1919 sur la liste du Bloc national, il est élu à la Chambre bleu horizon. Contrairement à ses mandats précédents, qu'il avait menés dans l'opposition d'extrême-droite, il siège dans le groupe de l'Entente républicaine démocratique, composante de la nouvelle majorité de droite. Il ne se représentera pas en 1924.